# Zhou Ping
Zhou Ping (kinesiska: 周 萍), född den 18 februari 1968, är en kinesisk gymnast.
Hon tog OS-brons i lagmångkampen i samband med de olympiska gymnastiktävlingarna 1984 i Los Angeles.